# Plagiostenopterina marginata
Plagiostenopterina marginata är en tvåvingeart som först beskrevs av Wulp 1880.  Plagiostenopterina marginata ingår i släktet Plagiostenopterina och familjen bredmunsflugor. Inga underarter finns listade i Catalogue of Life.